# Alway
Alway est un quartier de la ville de Newport, au pays de Galles, disposant du statut de communauté.

## Géographie
Alway se situe à l'est du centre-ville de Newport. La communauté est bordée au nord par l'autoroute M4 et au sud par la Great Western Main Line.

## Démographie
Au recensement de 2011, la communauté d'Alway comptait 8 331 habitants.